# Magical Mystery Tour (album)
| Recensione                    | Giudizio |
| ----------------------------- | -------- |
| AllMusic                      | [ 3 ]    |
| Blender                       | [ 4 ]    |
| Consequence                   | A+       |
| Encyclopedia of Popular Music | [ 6 ]    |
| MusicHound                    | [ 7 ]    |
| Music Story                   | [ 8 ]    |
| Paste                         |          |
| Pitchfork                     | [ 9 ]    |
| The Rolling Stone Album Guide | [ 10 ]   |
| Piero Scaruffi                | [ 11 ]   |

Magical Mystery Tour è il tredicesimo extended play del gruppo musicale britannico The Beatles, pubblicato nel Regno Unito nel 1967; negli Stati Uniti venne invece pubblicato come long playing a 33 giri aggiungendovi i brani dei singoli usciti quello stesso anno. Le canzoni fanno parte della colonna sonora del film Magical Mystery Tour, trasmesso nel Regno Unito nello stesso anno. Il film fu un insuccesso, al punto che negli Stati Uniti la trasmissione del lungometraggio prevista per il weekend pasquale del 1968 fu annullata.

## Storia
La colonna sonora fu pubblicata prima negli Stati Uniti come long playing il 27 novembre 1967 e poi in Gran Bretagna come doppio EP a 45 giri l'8 dicembre 1967. Al contrario del film, l'album ebbe un grande successo. Fu candidato al Grammy Award come miglior album nel 1968.

### Edizione europea
La versione pubblicata in Europa comprende solo brani inediti utilizzati come colonna sonora del film: oltre alla title track e al brano The Fool on the Hill di McCartney, compaiono Flying, uno dei rari pezzi strumentali della discografia del gruppo e l'unico firmato da tutti e quattro i membri, Blue Jay Way, un brano di Harrison, seguito da Your Mother Should Know, di McCartney. Il brano I Am the Walrus fu registrato con una piccola orchestra e con la voce distorta e doppiata di Lennon. Il testo è un susseguirsi di immagini psichedeliche e passaggi nonsense alla Lewis Carroll.
È stato l'unico loro extended play pubblicato in Italia.

### Edizione statunitense
La versione pubblicata negli Stati Uniti comprende nel lato A del disco la colonna sonora del film, mentre il secondo lato è una raccolta di singoli ancora inediti negli Stati Uniti; le canzoni sul lato B provengono da singoli del periodo che non erano ancora stati pubblicati su album. Per rispettare i tempi della pubblicazione dell'opera, la Capitol Records utilizzò una tecnica di produzione (duofonica) che simulava la stereofonia su nastri monofonici nelle ultime tre canzoni, invece di aspettare i nastri stereo.
I brani Strawberry Fields Forever di Lennon e Penny Lane di McCartney erano già stati pubblicati nella prima metà dell'anno in un singolo, composto da "due lati A". Le altre canzoni del lato due comprendono Hello, Goodbye, utilizzata anche per i titoli di coda del film, Baby You're a Rich Man e in seguito riutilizzata nel film d'animazione Yellow Submarine, e All You Need Is Love. Quest'ultimo brano, trasmesso in diretta mondiale il 25 giugno 1967, può essere letto come l'inizio dell'impegno pacifista di John Lennon, e divenne poi uno degli inni della Summer of Love del 1967 e della filosofia hippy. Dall'album è rimasta esclusa la composizione strumentale Shirley's Wild Accordion, destinata in origine a far parte della scaletta dei brani ma relegata poi nel sottofondo di alcune scene del film.

## Brani

### Magical Mystery Tour

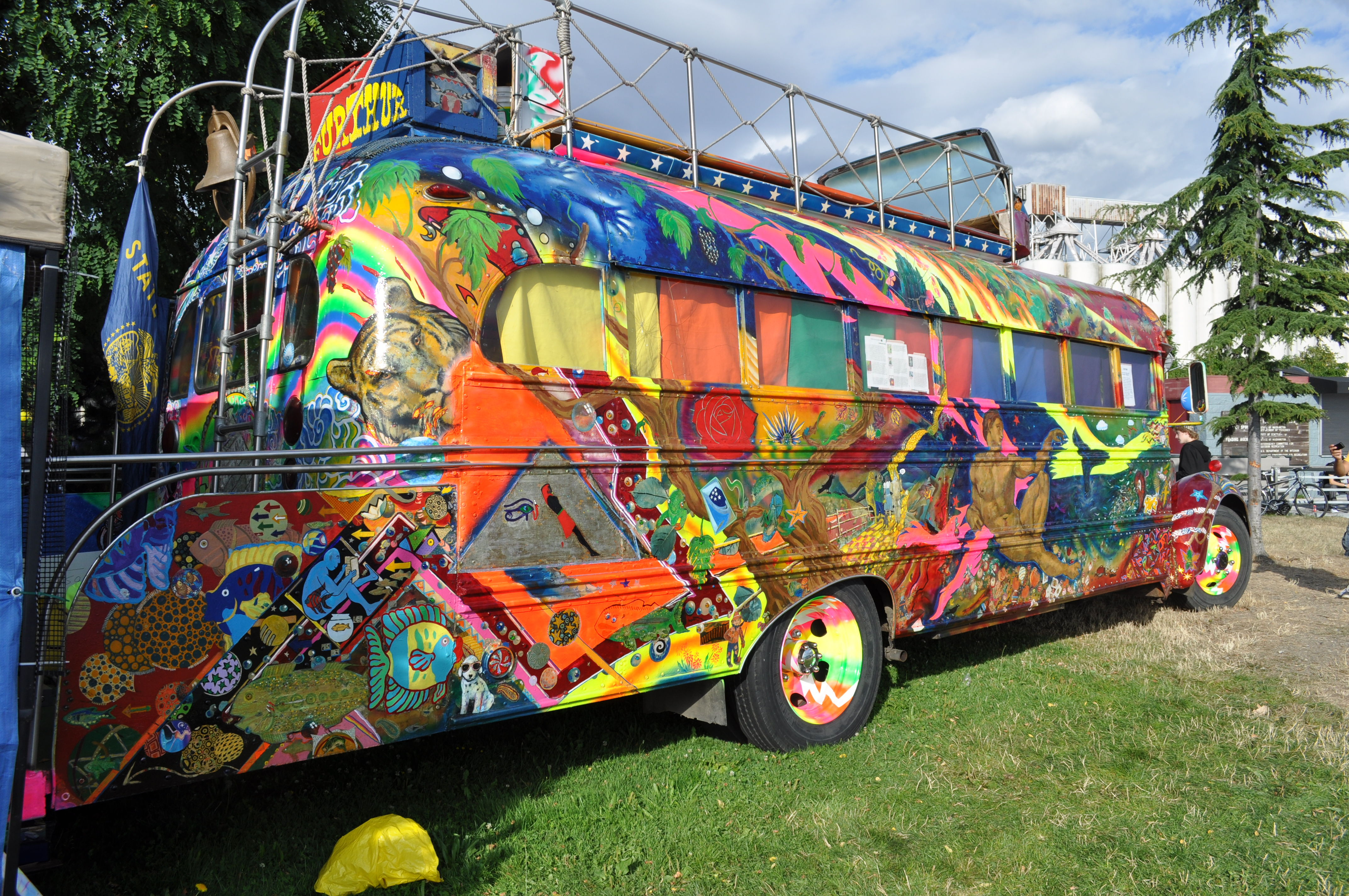
Il bus di Kesey che ispirò McCartney

L'11 aprile 1967, durante un volo intercontinentale che lo riportava in patria da Denver, Colorado, dove aveva festeggiato il compleanno di Jane Asher, Paul elaborò l'idea di una nuova produzione cinematografica innovativa rispetto ai precedenti A Hard Day’s Night e Help!. Terminata l'avventura musicale di Sgt Pepper, Paul temeva che il gruppo si potesse sfilacciare e perciò concepì un nuovo progetto per serrare le file. Progetto che subì un'accelerazione, sempre sotto l'impulso di McCartney, dopo la morte del manager Brian Epstein.
Dalla trasferta oltreoceano il Beatle aveva appreso di Ken Kesey, scrittore ed esponente della controcultura americana, che a bordo di un autobus dipinto con colori psichedelici era andato in giro per il continente assieme ai Merry Pranksters, come si chiamava il gruppo dei suoi seguaci; e si era ispirato a The Freewheeling Adventures of Ken Kesey's Merry Pranksters contenute nel libro di Tom Wolfe The Electric Kool-Aid Acid Test. A questo spunto Paul collegò il suo ricordo di ragazzino quando sul litorale assisteva alla partenza dei mystery tours, gite in pullman della durata di un giorno delle quali i partecipanti non conoscevano il percorso né la destinazione, e da ciò discendeva il nome.
Il successivo 25 aprile, Paul McCartney si presentò agli studi di Abbey Road con un motivo appena abbozzato. Furono fatte diverse prove, venne registrata una base ancora incerta, e una incursione nella nastroteca degli effetti speciali fornì il rumore di traffico che venne successivamente convertito in un loop e montato di in sede di mixaggio. Paul e John perfezionarono il pezzo riandando ai loro ricordi di quando frequentavano le fiere e inserendo versi allusivi che si ricollegano ad altri richiami (il Magical Mystery Tour inteso come un trip in acido che «is dying to take you away», secondo Paul un riferimento al Libro tibetano dei morti), il giorno dopo ci fu la sovraincisione del basso di Paul e delle percussioni di Neil Aspinall e Mal Evans, e il 27 fu finalmente la volta della linea melodica, registrata variando la velocità.

### The Fool on the Hill

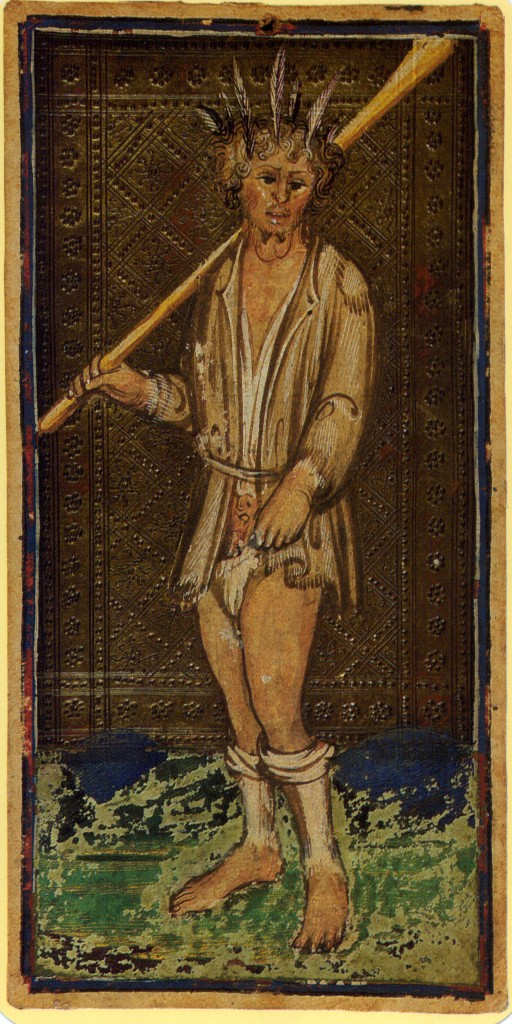
Il Matto nei Mazzi Visconti-Sforza del XV secolo

La ballata trae spunto dall'esperienza di Paul McCartney – autore del brano – con Marijke Koger, un'artista olandese che assieme al fidanzato Simon Posthuma e all'amica Josje Leeger aveva uno laboratorio di design chiamato «the Fool», studio che di lì a poco sarebbe stato incaricato di allestire il negozio della Apple al 94 di Baker Street e affrescarne i muri esterni, oltre a occuparsi del design di alcuni manufatti. In quel periodo la Koger era solita predire a McCartney il futuro per mezzo dei tarocchi, e nelle sedute di cartomanzia spesso ricorreva la figura del Matto (Fool in inglese) che la donna interpretava come sinonimo di semplicità. Paul dichiarò anche di essersi genericamente ispirato a una figura ascetica, quale poteva essere il Maharishi, suggestionato da una storia che parlava di un eremita rimasto in una grotta in territorio italiano per tutto il periodo della Seconda guerra mondiale. Il testo fa chiaramente risaltare l'emarginazione del personaggio, postosi al di fuori delle convenzioni sociali e per questo ostracizzato e ripiegato in se stesso.
Dopo aver composto la canzone al piano nella casa del padre Jim a Liverpool,, accompagnandosi con la chitarra la fece ascoltare a Lennon quando i due stavano componendo With a Little Help from My Friends. Il 6 settembre Paul incise in solitudine un suggestivo nastro dimostrativo del pezzo, accompagnando la voce con il pianoforte. Il successivo appuntamento ebbe luogo il 25 settembre, con la registrazione di altri tre nastri e la sovraincisione sull'ultimo delle parti di flauto dolce suonato da Paul, ottenendo un prodotto ancora lontano dalle sonorità levigate del risultato finale. Il giorno dopo vi furono altre registrazioni di piano, chitarra acustica, batteria e un'altra linea vocalica che confluirono nel definitivo nastro numero sei sul quale il 20 ottobre tre flautisti sovraincisero la rifinitura del pezzo.

### Flying
I Beatles, specie nei primissimi tempi, eseguivano durante i loro concerti brani interamente strumentali. Fra questi, cover di Apache degli Shadows, di Harry Lime (tema del film Il terzo uomo) e di Three Thirty Blues di Duane Eddy, pezzi che non ci sono stati trasmessi nella discografia ufficiale dell'epoca. Oltre a un'incisione del 1960 intitolata Cayenne, gli unici altri due che ci rimangono sono Cry for a Shadow, eseguito ad Amburgo nel 1961, e uno scorrevole blues in dodici battute dal titolo 12-Bar Original, inciso il 4 novembre 1965 durante le registrazioni di Rubber Soul e che era piuttosto inconsueto per la produzione dell'epoca dei Beatles; tutti rimasti inediti durante la carriera del gruppo e pubblicati su CD dopo ben oltre vent'anni.
Flying è perciò l'unica composizione strumentale – ma sarebbe più corretto parlare di un pezzo privo di un testo, dato che voci salmodianti sono presenti in otto battute centrali – inserita in un album dei Beatles. Si tratta del primo brano, accreditato a tutti e quattro i musicisti, che ricalca uno schema blues di dodici battute, nel quale il Mellotron suonato da Lennon subisce trattamenti di varispeed.
La prima registrazione di quella che era provvisoriamente intitolata Aerial Tour Instrumental (o altrove annotato come Ariel Tour Instrumental) avvenne l'8 settembre, e sul sesto nastro con la base ritmica e tre organi inseriti al contrario furono effettuate sovraincisioni di tastiere e del mellotron sul registro del trombone suonato da Lennon che esegue la linea melodica, più le voci dei quattro. Alcune sovraincisioni minori furono effettuate dopo venti giorni.

### Blue Jay Way

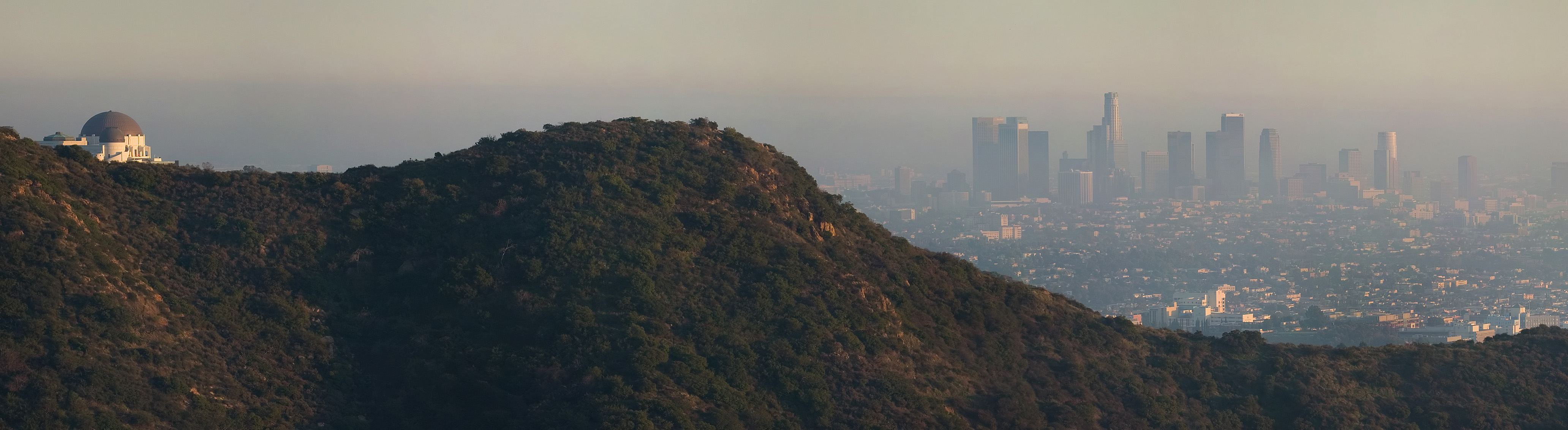
Come nel primo verso del brano, Los Angeles immersa nella nebbia, vista dalle colline di Hollywood

Blue Jay Way era l'indirizzo di una villa di Hollywood, sopra il Sunset Boulevard, dove aveva trovato alloggio George Harrison appena giunto a Los Angeles assieme a Pattie Boyd e Neil Aspinall. I tre avevano appuntamento con Derek Taylor, ex capo ufficio stampa dei Beatles e al momento immerso nel mondo musicale californiano; e poiché Taylor aveva telefonato di essere in forte ritardo, George si avvicinò all'organo Hammond che si trovava nella stanza e compose una canzone il cui testo parlava appunto della situazione contingente. Harrison gioca con l'invocazione «don't be long» ("non fare tardi") che nell'inglese parlato può anche suonare «don't belong» ("non appartenere" [al mondo delle convenzioni]). Qualcuno ha voluto interpretare il verso «And my friends have lost their way» ("E i miei amici hanno smarrito la strada") come il rimpianto per una generazione che aveva perduto le coordinate.
Il 6 settembre fu inciso un primo nastro con la base ritmica e una linea di organo Hammond suonato da George. Il giorno dopo, la seduta notturna iniziata alle 7 di sera e proseguita fino a oltre le 3 di mattina vide il gruppo concentrato solo su Blue Jay Way che, con il forte coinvolgimento di George, fu trattata con svariati effetti sonori, caricata di ADT e arricchita di nastri strumentali e corali montati e fatti scorrere alla rovescia. Dopo un mese, il nastro numero tre ottenuto il 7 settembre venne rifinito aggiungendovi le sovraincisioni di tamburello e di violoncello.

### Your Mother Should Know
Fu una riunione di famiglia tenuta nella casa londinese di Cavendish Avenue a ispirare a Paul McCartney la composizione di Your Mother Should Know. E l'atmosfera familiare contribuì a tratteggiare un motivo che, come in When I’m Sixty-four, richiama il sapore da vaudeville della musica che Jim McCartney (il padre di Paul) eseguiva assieme alla propria banda. In seguito, Paul dichiarò esplicitamente la propria contrarietà alle fratture generazionali e in Your Mother Should Know volle rappresentare un legame col padre nelle armonie e nelle sonorità, mentre nel titolo e nel testo un vincolo con la madre.
Le prime registrazioni del pezzo avvennero il 22 e il 23 agosto fuori dagli spazi consueti di Abbey Road, ai Chappell Recording Studios di Maddox Street, dove il sistema di incisione di quella sala attraverso un nastro di dimensioni e di velocità diverse da quelli usati ad Abbey Road provocò in seguito problemi di riversaggio ai tecnici EMI. Il 16 di settembre, di nuovo fra le mura amiche, Paul riprovò il pezzo appesantendolo con un rullante di impronta militaresca, ma gli undici nastri continuavano a non convincerlo. Così, il 29 settembre, venne ripresa la nona versione del 23 agosto e si procedette alla sovraincisione dell'organo suonato da John e dal basso di Paul, ultimando la canzone pur incompleta del middle eight. Alla seduta del 23 agosto presenziò Brian Epstein, di malumore e giù di corda; fu l'ultima volta che il manager vide il gruppo in azione prima della sua morte, arrivata poi quattro giorni dopo.

### I Am the Walrus

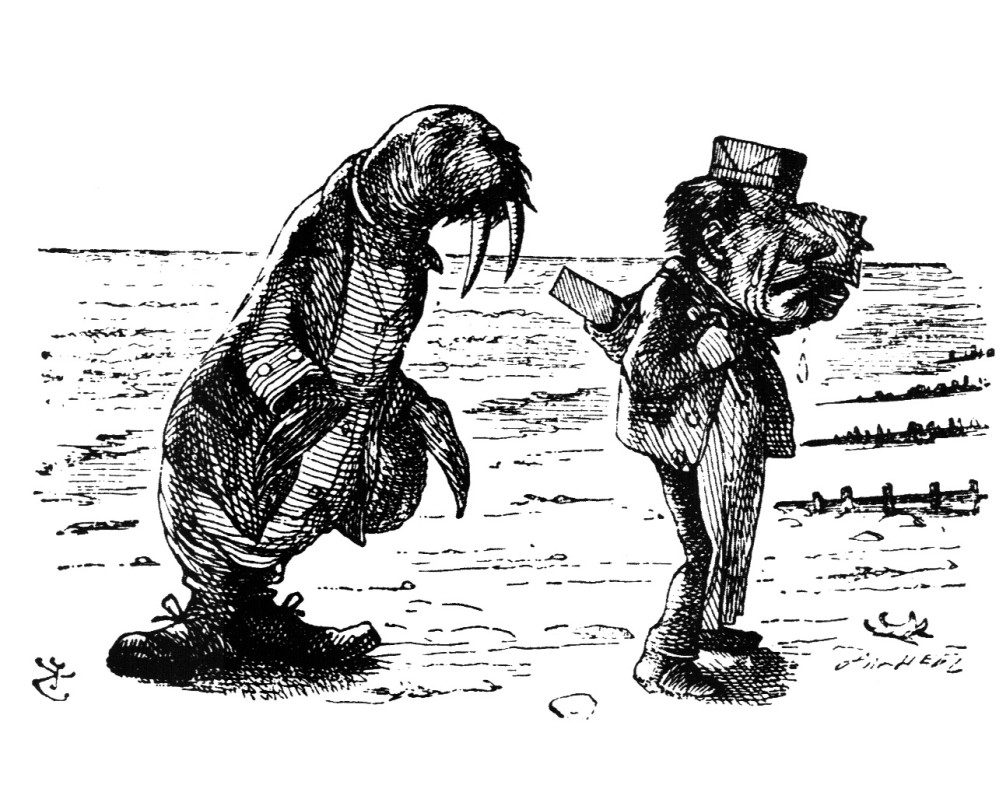
Il Tricheco e il Falegname della poesia di Lewis Carroll

I Am the Walrus è ritenuto dalla critica il vertice compositivo che Lennon non avrebbe mai più raggiunto e lo stesso John annovera la composizione fra le sue creazioni preferite. Il motivo iniziale basato su due note che si ripetono alternandosi prese forma un giorno in cui, a Kenwood, Lennon sentì una macchina della polizia che passava lì vicino a sirene spiegate, come in un “lamento primordiale”. Il Walrus del titolo proviene dalla poesia Il Tricheco e il Falegname, tratta da Alice oltre lo specchio di Lewis Carroll, autore letterario particolarmente amato da Lennon, e il testo del brano è il prodotto del genio surreale di John che, secondo Pete Shotton, ebbe la scintilla creativa dopo aver saputo che presso l'Istituto che frequentava da ragazzo, la Quarry Bank High School di Liverpool, era in uso nei corsi di lingua inglese far studiare i testi dei Beatles. John rivide i propri giorni adolescenziali e rivisse le dolorose frustrazioni («I'm crying...») di studente sottostimato dai professori. Perciò volle provocatoriamente mettere assieme un guazzabuglio lessicale per irridere i seriosi insegnanti che a suo giudizio avevano ingiustamente decretato il suo insuccesso scolastico e, in cerca di “nonsense”, chiese a Shotton di procurargli i testi di una frivola filastrocca infantile che iniziava con «Yellow matter custard», parole che introducono la quarta strofa del brano. Utilizzando questo spunto e ispirandosi anche al testo delle strofe centrali di Desolation Row di Bob Dylan, John si lanciò in un turbinio di parole inventate e con riferimenti fra gli altri ad Allen Ginsberg (“the elementary penguin”), Eric Burdon (“the Eggman”), i suoi insegnanti di scuola (“expert texpert”) celati in immagini allucinate indotte dall'LSD; ed estese la critica corrosiva alle convenzioni, alla società e alle istituzioni che risposero appigliandosi ai versi «boy you been a naughty girl, you let your knickers down» («Però, sei stata una bimba sporcacciona, ti sei calata le mutande») e «Yellow matter custard» («Crema di materia gialla», le parole di esordio della filastrocca fornite da Shotton) per bandire il pezzo dalla BBC. E non stupisce che in quel groviglio testuale George Harrison avesse trovato il proprio mantra che lo avrebbe accompagnato l'anno successivo nel ritiro indiano di Rishikesh.
I primi sedici nastri di I Am the Walrus comprendevano la base ritmica e un mellotron. Ma non fu che l'inizio di ulteriori aggiunte e strati sonori che avrebbero contribuito a creare una delle composizioni più avvincenti e suggestive del gruppo. Il giorno dopo, 6 settembre, il nastro sedici ricevette le sovraincisioni della voce di Lennon, oltre che quelle di basso e batteria. Nella seduta successiva del 27 settembre furono sovraincisi otto violini, quattro violoncelli, tre corni e un clarinetto, che suonarono seguendo quello che viene considerato il migliore arrangiamento di George Martin per un pezzo dei Beatles, e vennero anche registrate e inserite le voci dei Mike Sammes Singers (autori l'anno successivo delle parti corali di Good Night) che si produssero in una performance entusiasmante di vocalizzi eccentrici e sconclusionati “oh” e “umpah”, una seduta che in seguito Paul McCartney ricordò come un'esperienza trascinante. Ascoltando il risultato finale, Martin stesso si disse compiaciuto di quello che definì «un brano di “caos organizzato”».
Il 29 settembre, in fase di mixaggio, a John capitò casualmente di sintonizzarsi sul Terzo Programma della BBC che trasmetteva il Re Lear di Shakespeare, la scena vi dell'atto IV. Lennon aveva appreso da Paul l'utilizzo che John Cage faceva di brani radiofonici montati a formare composizioni musicali, quindi non si lasciò sfuggire questa casualità e il frammento shakespeariano venne montato in coda. Fra gli strati testuali che si accavallano nella dissolvenza è percepibile la frase di Oswald «O, untimely death» e quella di Edgar «Sit you down father; rest you».
Il film Magical Mystery Tour fu oggetto di stroncature da parte di quasi tutta la stampa inglese. Il Guardian si distinse dal resto della critica e, commentando in particolare il brano musicale, scrisse che «I Am the Walrus aveva una disperata poesia per la quale sarà ricordato, proprio come una più antica disperazione viene ricordata tramite Charlie Chaplin».

### Hello, Goodbye
Paul, nato il 18 giugno, si ispirò alla dualità del suo segno zodiacale (gemelli) e alla dicotomia che emerse in sede di composizione quando l'autore duettò con l'assistente dei Beatles Alistair Taylor proponendogli una serie di termini e chiedendo a Taylor di cantarne in risposta i contrari (Bianco-nero, sì-no, buono-cattivo). Con questo metodo, Paul compose una canzone orecchiabile e dal testo scarno, ma musicalmente complessa, specialmente nell'intreccio dei cori.
Il brano (originariamente intitolato Hello Hello), impiegato sui titoli di coda del film Magical Mystery Tour, richiese cinque sedute di registrazione e assunse il titolo Hello, Goodbye soltanto nell'ultima. La prima seduta si svolse il 2 ottobre, con l'incisione di quattordici nastri della base ritmica che già contenevano il “finale Maori” improvvisato in studio e che consisteva nell'ultimo verso «hela, hey aloha»; il 19 vide l'aggiunta del basso di Paul e i cori di John e George; il 20, due viole vennero registrate e sovraincise; il 25 altri quattro nastri e infine il 2 novembre una seconda linea di basso e i mixaggi.

### Strawberry Fields Forever

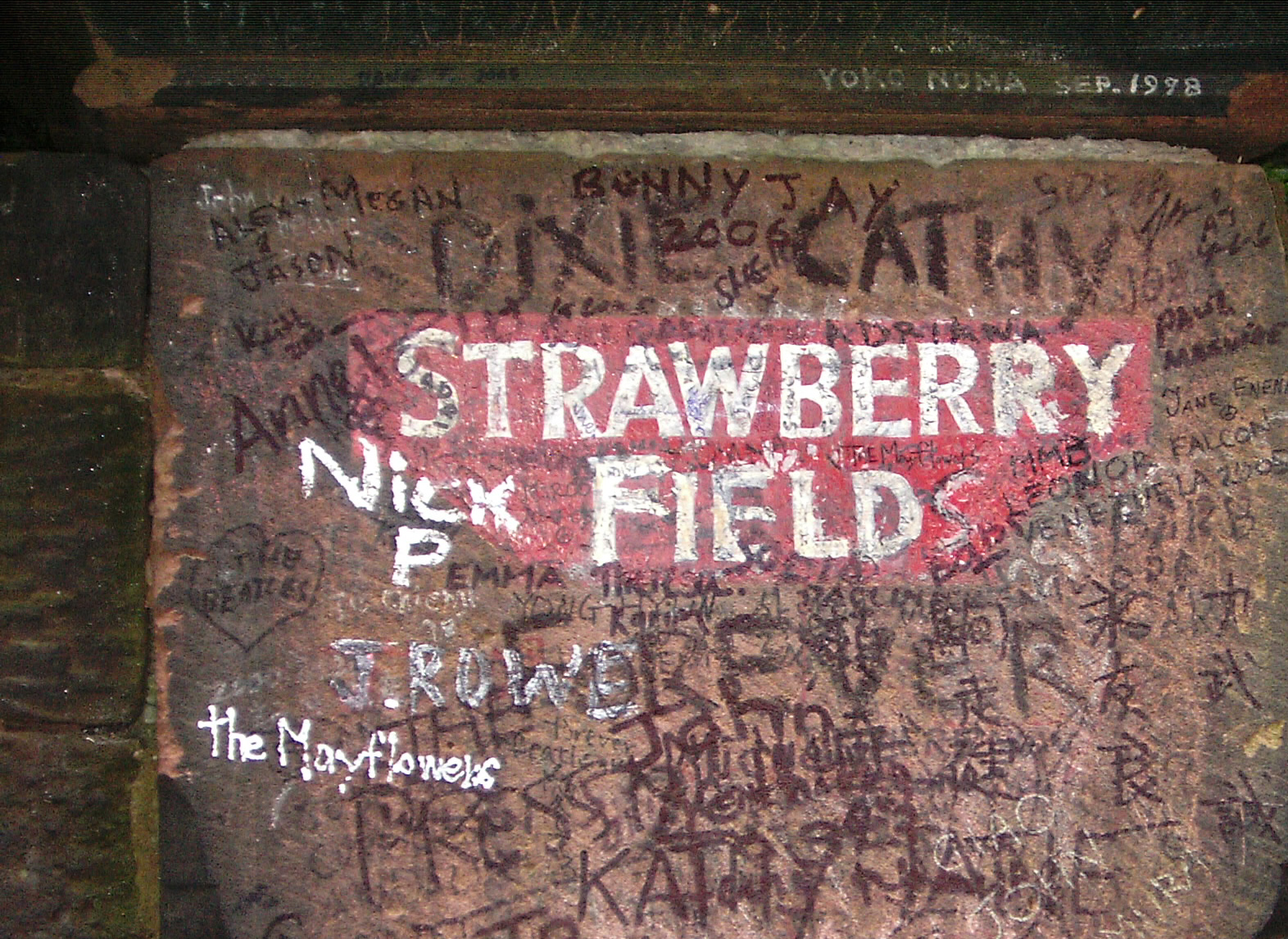
L'insegna sul pilastro di pietra del cancello, coperto dai graffiti dei fan

È un tuffo nella memoria quello di John che evoca Strawberry Field, l'ostello dell'Esercito della Salvezza a Woolton, Liverpool, sito in un edificio vittoriano e adibito a orfanotrofio dove zia Mimi conduceva John in occasione della festa annuale nel parco. L'edificio era circondato da un vasto giardino meta dei giochi adolescenziali di Lennon assieme agli amici Nigel Whalley, Ivan Vaughan e Pete Shotton. Come ricorda Paul, il parco era protetto da «un muro che si poteva scavalcare ed era un giardino piuttosto selvaggio, non affatto curato, perciò era facile nascondersi. Quello in cui lui andava era un giardino segreto [...] . Per lui era un nascondiglio dove magari andava a fumare, a perdersi nei suoi sogni, quindi era una fuga. Era un rifugio per John».
Strawberry Fields Forever fu composta da John in Spagna, durante la lavorazione del film How I Won the War, e costituì una fra le poche composizioni che l'autore considerò “personali” e “sincere” e fra i suoi pezzi migliori, definendo il processo creativo e il prodotto ottenuto «una seduta psicoanalitica in musica». La critica ne esalta «la qualità onirica, […] un'allucinazione, un trip in un giardino sospeso nella memoria» e lo consacra come «una delle più grandi canzoni rock d'ogni tempo». Originariamente avrebbe dovuto far parte dell'affresco di ricordi di Sgt. Pepper's Lonely Hearts Club Band, ma la EMI pressava per un singolo e così Strawberry Fields Forever venne pubblicata con Penny Lane di McCartney, altra escursione nel passato adolescenziale dei Beatles. Un 45 giri con due brani di altissima levatura che tuttavia – a differenza dei dodici singoli precedenti – mancò di raggiungere la vetta delle classifiche inglesi.

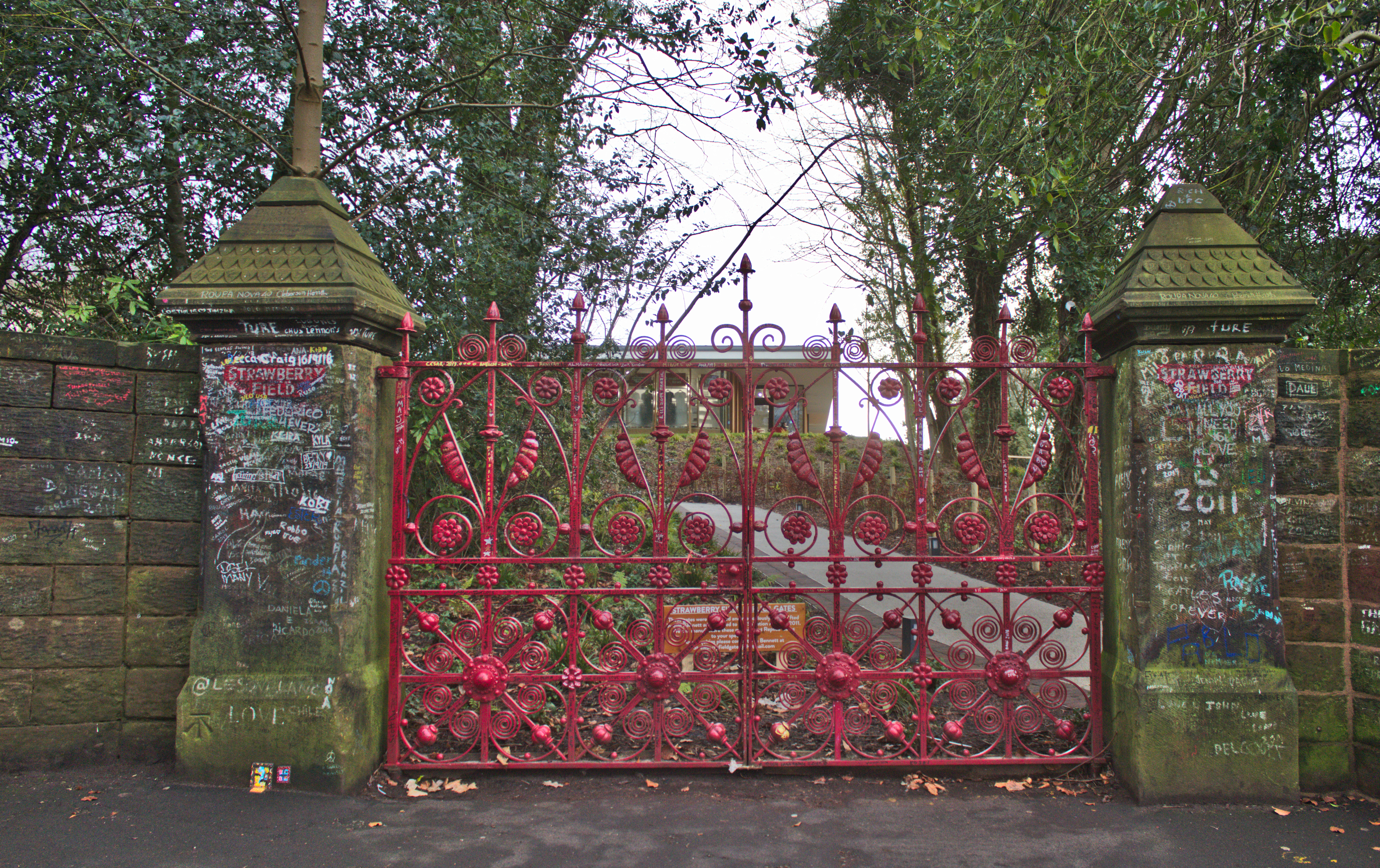
Il cancello d’ingresso a Strawberry Field

La registrazione di Strawberry Fields Forever fu particolarmente elaborata e si resero necessarie ben quarantacinque ore in studio (più altre dieci per i mixaggi e i montaggi). Ma prima dell'incisione, John volle eseguire il pezzo accompagnandosi con la chitarra acustica a beneficio di George Martin che rimase estasiato dell'esecuzione. Il primo nastro venne inciso il 24 novembre 1966; sono già presenti il mellotron vellutato sul registro dei flauti suonato da Paul, la batteria di Ringo, la slide guitar di George, la voce raddoppiata di John e un suono rotondo di chitarra. Le due successive sedute furono impiegate per aggiungere altre parti di batteria, il basso di Paul e le maracas e inserire anche la voce di Lennon trattata con l'ADT, fermando la versione migliore sul nastro 7. Trascorsero più di dieci giorni, e Lennon manifestò l'esigenza di un rifacimento del brano utilizzando il supporto di altri strumenti. La base ritmica venne rifatta con pesanti aggiunte di batteria di Ringo, e su di essa venne sovraincisa una partitura di George Martin per quattro trombe e tre violoncelli ottenendo nel nastro 26 una versione sovraccarica che si era man mano allontanata dalla leggerezza del primo take.
Fu allora che Lennon, dichiarando la propria piena soddisfazione per entrambe le versioni (la prima, lieve e ariosa, e quella orchestrale, pesante e cupa, che si era andata via via caricando di effetti sonori), chiese a Martin e ai tecnici di montarle assieme, metà dell'una e il resto dell'altra. La richiesta di congiungere due registrazioni con un semitono di differenza e realizzate a differenti velocità era ai limiti del possibile, e George Martin – coadiuvato dal tecnico Geoff Emerick – dovette dare fondo a tutta la propria perizia con la strumentazione tecnica, in particolare col varispeed, per portare alla stessa tonalità e velocità i nastri 7 e 26. Il lavoro di Martin ebbe un insperato successo. A un ascolto attento, però, la cucitura si percepisce. Così avverte Lewisohn: «La giunzione può essere trovata esattamente 60 secondi dopo l'inizio della canzone pubblicata, in coda a uno dei versi «let me take you down». Ma la cercherete a vostro rischio e pericolo: se la sentirete una volta, è possibile che la canzone per voi non sia mai più la stessa di prima».
Strawberry Fields Forever fornì un'altra tessera al mosaico della morte di Paul McCartney. Secondo i sostenitori della teoria, sulla coda della canzone si sentirebbe la voce di John dire «I buried Paul» («Ho sepolto Paul»). Le versioni alternative della canzone, tra cui quella pubblicata su The Beatles Anthology, provano che John dice in realtà «cranberry sauce» («succo di ossicocco»).

### Penny Lane

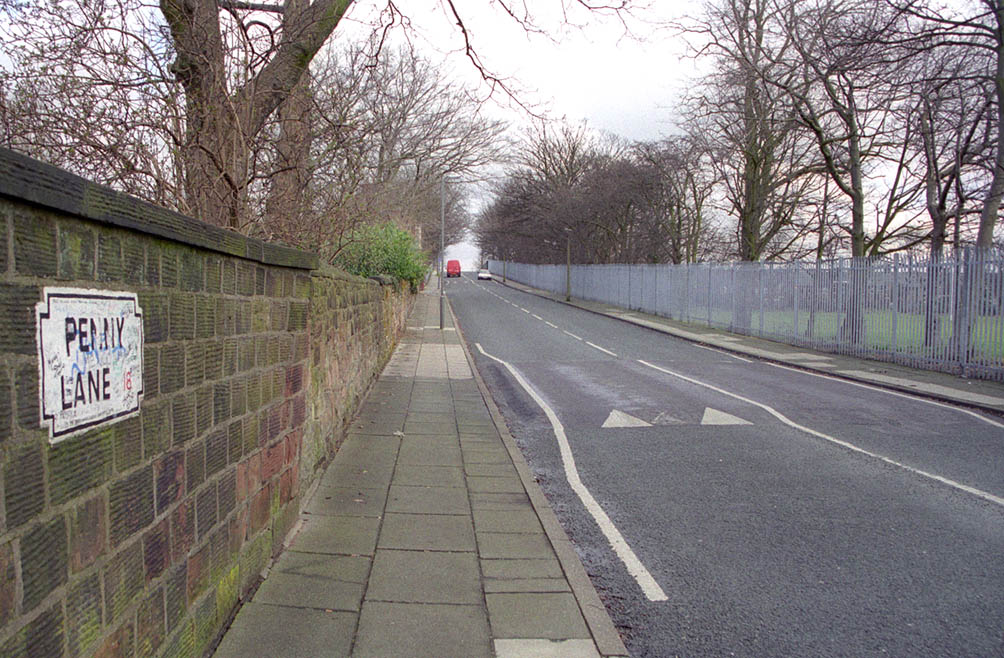
Penny Lane verso Greenbank Road, dalla parte opposta del Roundabout

Penny Lane, metafora della semplicità adolescenziale, fu ispirata a McCartney dal poema di Dylan Thomas Fern Hill, opera nella quale il poeta gallese evocava i giorni felici della propria infanzia, e in tema di ricordi fa da contrappunto a Strawberry Fields Forever, ma tanto quest'ultima è sognante e nostalgica, quanto è squillante e luminosa Penny Lane. Paul ne parla come di «nostalgia per un posto che è un gran posto, azzurri cieli suburbani come noi li ricordiamo» e vide il musicista fare riferimento a precise situazioni reali come il barbiere Bioletti, la banca ad angolo, la pensilina in mezzo alla rotonda di Smithdown Place, la caserma dei pompieri lì vicino, in Allerton Road. Così come sono invece visionarie altre immagini, fra cui il pompiere con la clessidra, il banchiere e soprattutto l'infermiera che vende papaveri e crede di essere in una rappresentazione teatrale (che fa rima con il verso ”Nothing is real” di Strawberry Fields Forever). Per rendere più intimo il ricordo, Paul volle anche inserire quel “Finger pie” chiaro riferimento sessuale ed espressione familiare agli abitanti di Liverpool.
Penny Lane era già stata citata nella prima stesura di In My Life – altra composizione della memoria – e il pezzo avrebbe dovuto trovare spazio nella tessitura di Sgt Pepper, ma subì la identica sorte di Strawberry Fields Forever. La registrazione occupò parecchie sedute e la prima, quella del 29 dicembre, fu dedicata all'accurata incisione delle linee di pianoforte e di armonium. A quella seguirono altre otto sedute a cavallo fra dicembre 1966 e gennaio 1967. Le piste vennero via via riempite di linee vocaliche, chitarre, pianoforti, armonium, battimani, flauti, trombe, piccolo, oboi, corni inglesi, un contrabbasso, un flicorno, la campana del pompiere e altri effetti, fino alla rifinitura conclusiva, l'assolo barocco centrale di tromba eseguito sulla falsariga del Secondo Concerto Brandeburghese di Bach da un professionista della New Philharmonia, David Mason, che nella seduta serale del 17 gennaio suonò seguendo la melodia indicatagli man mano da McCartney e immediatamente trascritta sul pentagramma da George Martin.

### Baby You're a Rich Man
Destinato a essere il lato B del singolo All You Need Is Love, il brano appare, nel titolo e nei testi, un'esaltazione dell'agiatezza finanziaria. Si trattava invece di un primo passo verso una dimensione spirituale poiché, come spiegò George Harrison, il testo intendeva esprimere l'irrilevanza dei beni materiali in rapporto a una sfera trascendente.
Musicalmente, Baby You're a Rich Man ricalca gli schemi compositivi di A Day in the Life. Lennon aveva un motivo incompiuto, One of the Beautiful People, termine con cui si indicava la generazione hippy dai liberi costumi. Paul, d'altro canto, aveva scritto un ritornello a proposito della ricchezza, Baby you're a rich man…. Come nella traccia finale di Sgt Pepper, i due frammenti si incastrarono a formare un'unica canzone. Ma, a differenza della finitezza di A Day in the Life, in cui le due sezioni di Lennon incorporano compiutamente la parte di McCartney, qui manca una struttura armonica ben costruita e i due segmenti separati si alternano senza «suggerire un senso di sviluppo o di sollievo.»
La registrazione del pezzo richiese la sola seduta dell'11 maggio 1967. Di nuovo in trasferta lontani da Abbey Road (come nel caso di Your Mother Should Know), i Beatles si riunirono questa volta agli Olympic Sound Studios di Londra registrando dodici nastri. Pare che il “Rich man” potesse essere Brian Epstein, date le ciniche storpiature del ritornello vocale eseguite da John e pare anche che fosse presente e probabilmente attivo nella registrazione dei cori Mick Jagger. Sul piano strumentale, emerge il “clavioline”, tastiera suonata da John e il cui suono, imitando l'oboe orientale – l'indiano shenhai e l'arabo nay –, fornì al pezzo sonorità dal sapore esotico.

### All You Need Is Love

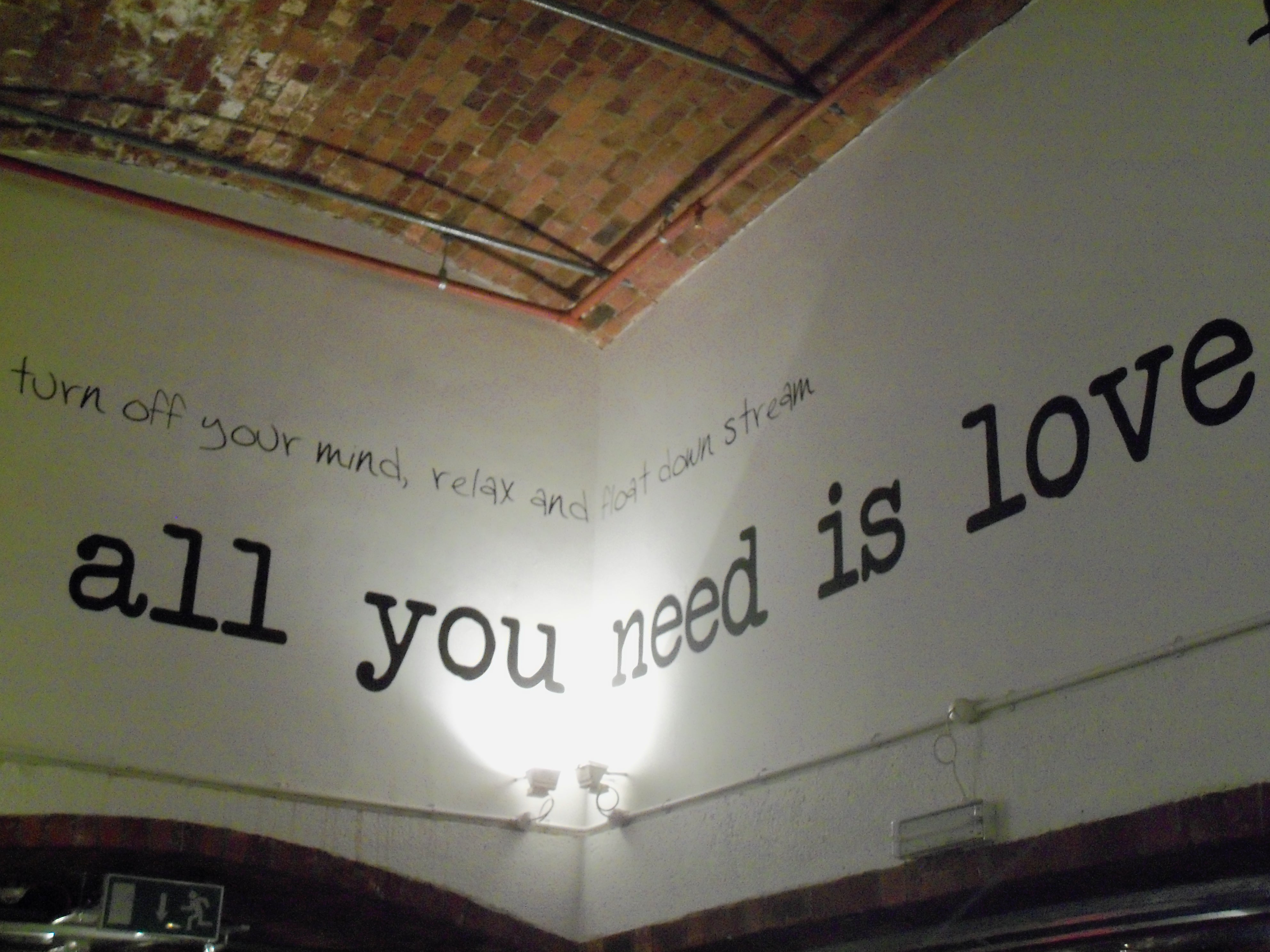
Una sala del Beatles’ Story museum

Chiusura trionfale con un inno all'amore teletrasmesso in mondovisione. La BBC aveva scelto i Beatles per rappresentare la Gran Bretagna in un programma in diretta, “Our World”, che avrebbe raggiunto i cinque continenti e centinaia di milioni di spettatori, e per una chiara fruizione venne chiesto al gruppo di elaborare un motivo orecchiabile e dal messaggio facilmente accessibile. Era un compito adatto a John Lennon, grande consumatore di TV e soprattutto di comunicati commerciali, meglio ancora se in forma di slogan e jingle pubblicitari.
Le telecamere della BBC avrebbero avuto il compito di inquadrare il gruppo mentre incideva il nuovo singolo. Ma tutti alla EMI ben sapevano che erano tramontati i tempi della registrazione in un solo take e che nel 1967 erano necessari strati di incisioni e continui riversaggi e sovraincisioni. Perciò inizialmente venne predisposta la base ritmica, e dopo le prime prove la canzone cominciò a prendere forma. Quando si trattò di decidere la dissolvenza del motivo, George Martin ricevette carta bianca dai quattro musicisti, e il produttore cucì insieme segmenti di melodie folk, jazz e barocche che avrebbero sfumato il pezzo suonato dal vivo dal gruppo.
Le registrazioni iniziarono il 14 giugno, e già nel primo dei trentatré nastri di quel giorno si imponeva in apertura l'inno francese. Si incise a ripetizione per altri quattro giorni aggiungendo alla base cori, un'orchestra, violini e mixando e sovraincidendo tutto fino a creare una composizione che esordisce con le note della Marsigliese e che ha in coda schegge di In the Mood di Glenn Miller, frammenti di Greensleeves e dei Concerti brandeburghesi di Bach e l'autocitazione del verso «She loves you yeah, yeah, yeah». Il culmine fu raggiunto il 25 giugno, giorno della trasmissione che raggiunse 400 milioni di spettatori, quando l'evento che si svolgeva nello Studio Uno di Abbey Road si era trasformato in un happening di sapore psichedelico, con la partecipazione attiva di un'intera orchestra e alla presenza di personaggi illustri del panorama musicale inglese – fra i quali Mick Jagger, Keith Moon, Keith Richards, Marianne Faithfull, Graham Nash, Eric Clapton, oltre a Pattie Harrison e Jane Asher – che si unirono alle voci del coro finale.
All You Need Is Love si inserì perfettamente nell'atmosfera del tempo catturando gli impulsi e i sogni della Summer of Love e divenendo a buon diritto l'inno del Flower power e della generazione hippy.

## Tracce

### Edizione Regno Unito
Disco 1
Lato A
1. Magical Mystery Tour – 2:51 (Lennon-McCartney)
2. Your Mother Should Know – 2:29 (Lennon-McCartney)

Durata totale: 5:20
Lato B
1. I Am the Walrus – 4:37 (Lennon-McCartney)

Disco 2
Lato A
1. The Fool on the Hill – 3:00 (Lennon-McCartney)
2. Flying – 2:16 (Lennon-McCartney- Harrison-Starkey)

Durata totale: 5:16
Lato B
1. Blue Jay Way – 3:56 (Harrison)

### Edizione Stati Uniti
Lato A
1. Magical Mystery Tour – 2:51 (Lennon-McCartney)
2. The Fool on the Hill – 3:00 (Lennon-McCartney)
3. Flying – 2:16 (Lennon-McCartney-Harrison-Starkey)
4. Blue Jay Way – 3:56 (Harrison)
5. Your Mother Should Know – 2:29 (Lennon-McCartney)
6. I Am the Walrus – 4:37 (Lennon-McCartney)

Durata totale: 19:09
Lato B
1. Hello, Goodbye – 3:27 (Lennon-McCartney)
2. Strawberry Fields Forever – 4:10 (Lennon-McCartney)
3. Penny Lane – 3:02 (Lennon-McCartney)
4. Baby You're a Rich Man – 3:03 (Lennon-McCartney)
5. All You Need Is Love – 3:48 (Lennon-McCartney)

Durata totale: 17:30

## Formazione
The Beatles
- George Harrison - chitarra solista, voce, cori, armonica in The Fool on the Hill, organo in Blue Jay Way, swarmandal in Strawberry Fields Forever
- John Lennon - voce, chitarra ritmica, cori, armonica a bocca in The Fool on the Hill, mellotron in Flying, pianoforte, honher pianet t in I Am the Walrus, clavioline in Baby You're a Rich Man, banjo e clavicembalo in All You Need Is Love
- Paul McCartney - voce, basso, pianoforte, cori, flauto dolce in The Fool on the Hill, mellotron in Strawberry Fields Forever, low whistle in The Fool on the Hill
- Ringo Starr - batteria, percussioni, tamburello (tracce 1, 4, 5, 7, 9), scacciapensieri in The Fool on the Hill, cori in Flying

Altri musicisti
- George Martin - pianoforte
- Eddie Krammer - vibrafono in Baby You're a Rich Man
- Mal Evans - tamburello
- Frank Clarke - contrabbasso
- Sezione di violoncello
- Sidney Sax, Jack Rothstein, Ralph Elman, Andrew McGee, Jack Greene, Louis Stevens, John Jezzard, Jack Richards - violino
- Lionel Ross, Eldon Fox, Bram Martin, Terry Weil, John Hall, Derek Simpson, Norman Jones - violoncello
- Ken Essex, Leo Birnbaum - viola in Hello, Goodbye
- Elgar Howarth, Roy Copestake, John Wilbraham, Tony Fisher, Greg Bowen, Derek Watkins, Stanley Roderick, David Mason - tromba
- Leon Calvert, Freddy Clayton, Bert Courtley, Duncan Campbell - tromba, flicorno
- Gordon Lewins - clarinetto
- Christopher Taylor, Richard Taylor, Jack Ellory, Ray Swinfield, P. Goody, Manny Winters, Dennis Walton - flauto
- Neil Sanders, Tony Tunstall, Morris Miller - corno
- Dick Morgan, Mike Winfield - oboe, corno inglese
- Mick Jagger, Keith Richards, Marianne Faithfull, Eric Clapton, Keith Moon, Pattie Boyd, Jane Asher, Mike McCartney, Graham Nash, Gary Leeds, Hunter Davies - cori
- Orchestra composta da 4 violini, 2 violoncelli, 2 sax, 2 tromboni, 1 fisarmonica, 2 trombe
- Cori di 16 elementi

Crediti
- George Martin - produttore